# Majaelrayo
Majaelrayo ist ein Ort und eine Gemeinde (municipio) mit 57 Einwohnern (Stand: 2024) im Südwesten der Provinz Guadalajara in der Autonomen Gemeinschaft Kastilien-La Mancha. 

## Lage und Klima
Majaelrayo liegt in einer Höhe von ca. 1185 m in der Kulturlandschaft der Serranía. Im Gemeindegebiet liegt der Ocejón mit 2046 m Höhe. Die Entfernung zur südsüdöstlich gelegenen Provinzhauptstadt Guadalajara beträgt ca. 60 Kilometer (Fahrtstrecke). Das Klima ist gemäßigt bis warm; Regen fällt übers Jahr verteilt.

## Bevölkerungsentwicklung
| Jahr      | 1970 | 1981 | 1991 | 2001 | 2011 | 2021 |
| Einwohner | 93   | 65   | 60   | 63   | 60   | 58   |

## Sehenswürdigkeiten

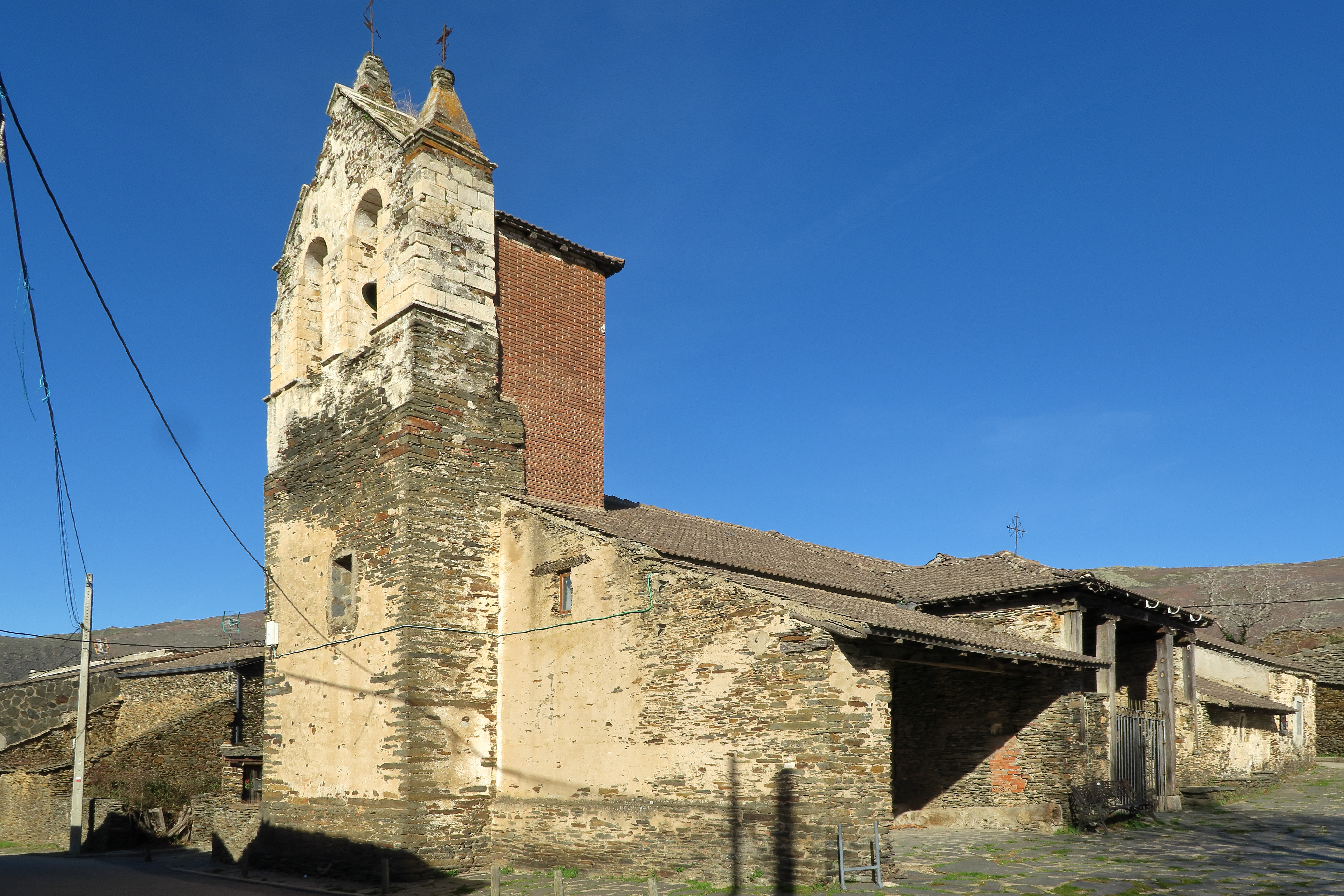
Johannes-der-Täufer-Kirche

- Johannes-der-Täufer-Kirche